# ميغيل أنخيل دياز
ميغيل أنخيل دياز (بالإسبانية: Miguel Ángel Díaz)‏ (27 يناير 1957 في السلفادور - ) هو لاعب كرة قدم سلفادوري في مركز الدفاع، شارك في كأس العالم 1982. وشارك مع منتخب السلفادور لكرة القدم. أما مع النوادي، فقد لعب مع أتلتيكو مارته ‏ وA.D. Chalatenango ‏ وC.D. Alacranes ‏ وCojutepeque F.C. ‏ ونادي لويس أنخيل فيربو.

## وصلات خارجية
- ميغيل أنخيل دياز على موقع الاتحاد الدولي (مؤرشف)  (الإنجليزية)
- ميغيل أنخيل دياز على موقع قاعدة بيانات كرة القدم.إي يو (الإنجليزية)
- ميغيل أنخيل دياز على موقع ناشيونال فوتبول تيمز (الإنجليزية)
- ميغيل أنخيل دياز على موقع عالم كرة القدم.نت (الإنجليزية)